# Мидвил (Мисури)
Мидвил (енгл. Meadville) град је у америчкој савезној држави Мисури.

## Демографија
По попису из 2010. године број становника је 462, што је 5 (1,1%) становника више него 2000. године.
| Група             | 2000.       | 2010.       |
| Белци             | 450 (98,5%) | 454 (98,3%) |
| Афроамериканци    | 2 (0,4%)    | 1 (0,2%)    |
| Азијати           | 0 (0,0%)    | 0 (0,0%)    |
| Хиспаноамериканци | 4 (0,9%)    | 6 (1,3%)    |
| Укупно            | 457         | 462         |